# Ipomoea ephemera
Ipomoea ephemera är en vindeväxtart som beskrevs av Bernard Verdcourt. Ipomoea ephemera ingår i släktet praktvindor, och familjen vindeväxter. Inga underarter finns listade i Catalogue of Life.